# Kalmar (galär, 1749)
Kalmar eller ursprungligen Calmar, var en galär, som byggdes på Kalmar varv i Kalmar och sjösattes 1749. Hon var konstruerad och byggd av skeppsbyggmästaren Gilbert Sheldon.

## Fartyget
En galär var en fartygstyp som kunde framföras med åror eller segel. Under strid så roddes fartyget, eller låg ankrat. Varje galär hade cirka 20-22 par åror, vilka bemannades av fem man på varje. Vilket ger en total roddarstyrka för cirka 200 man. Fartygets tunga kanoner kunde endast skjuta dit förstäven pekade, och de mindre nickehakorna var för egen närstrid. Under strid tillkom soldater som kunde utföra äntring av fientliga fartyg.
Till varje galär hörde även en äsping (esping) vilket var en större båt som kunde sätta segel, samt en jolle.

## Tjänstgöringshistoria
Calmar som började tjänstgöra 1749 ingick senare i Arméns flotta. Fartyget deltog under Gustav III:s ryska krig och hon deltog bland annat vid Slaget vid Fredrikshamn den 15 maj 1790, Viborgska gatloppet den 3 juli 1790, samt vid den efterföljande segern över den ryska skärgårdsflottan i Slaget vid Svensksund den 9 juli 1790.